# Franz Alexander Heber

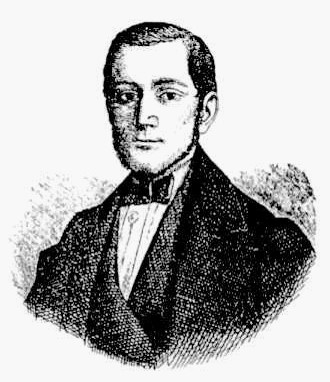
Franz Alexander Heber

Franz Alexander Heber (tschechisch František Alexandr Heber; * 19. Juli 1815 im Forsthaus Třebekov bei Jarov, Bezirk Pilsen-Nord; † 29. Juli 1849 in Náchod) war ein böhmischer Kaufmann, Laienhistoriker und Burgenforscher.

## Leben
Der einzige Sohn des deutschen Försters Johann Heber besuchte zunächst die Hauptschule in Pilsen. Der frühe Tod seines Vaters und finanzielle Schwierigkeiten seiner Mutter führten dazu, dass er den Schulbesuch abbrechen musste. Ab 1836 lernte er in Prag Kaufmann und kehrte ein Jahr später in die Umgebung von Rokycany zurück. 1839 heiratete er und führte ein Geschäft in Zbiroh. Bei einer Schießpulver-Explosion in seinem Geschäft verstümmelte er sich die linke Hand und überließ das Geschäft seiner Frau.
Er siedelte nach Prag um und nahm rastlos, ohne Rücksicht auf seine labile Gesundheit, sein Lebenswerk in Angriff. Seit seiner frühesten Jugend hatte er Burgen besucht und dabei Skizzen und Notizen gemacht; nach und nach reifte der Entschluss, sämtliche böhmischen Burgen zu besuchen und sie in einem Werk zu beschreiben. Er schätzte die Zahl der historischen Gebäude auf etwa 800, von denen einige bereits nicht mehr existierten. Seine ersten Arbeiten veröffentlichte er in der von Karl Wilhelm Medau (1791–1866) herausgegebenen Zeitschrift Erinnerungen.
Die für sein Vorhaben notwendige Bildung eignete Heber sich autodidaktisch an. Er lernte Latein, verbesserte sein Tschechisch und studierte Werke bzw. Chroniken von Bohuslav Balbín, Václav Hájek z Libočan, Josef Schaller, Johann Gottfried Sommer und František Martin Pelcl sowie zahlreiche historische Zeitschriften. Daneben schöpfte er sein Wissen aus den Landtafeln des Königreichs Böhmen, den Konfirmationsbüchern sowie Handschriften der Universitätsbibliothek Prag.
Von 1840 bis 1842 bereiste er ganz Böhmen, untersuchte Burgen vor Ort, recherchierte in Archiven und sammelte Sagen. Der erste Band von Böhmens Burgen, Vesten und Bergschlösser, der ersten systematischen Beschreibung der böhmischen Burgen, erschien 1843 bei Medau in Prag in einer Auflage von 2000 Exemplaren und war innerhalb kurzer Zeit vergriffen.
Nachdem eine Lungenentzündung seine Arbeit unterbrochen hatte, konzentrierte er sich noch stärker auf seine Sammeltätigkeit, da er fürchten musste, dass sein Werk durch seinen frühzeitigen Tod unvollendet bleiben würde.
Insgesamt beschrieb Heber 586 Burgen und Festungen, die er persönlich besucht hatte. Hierzu fertigte er 358 wertvolle Zeichnungen sowie sechs Landkarten an, auf denen er die Lage der Burgen verzeichnete und diese kategorisierte (Burg, Festung, Ruine, Teilruine, kaum noch nachweisbarer Burgstandort).
Der Tod ereilte ihn während der Fertigstellung des 7. Bandes; als er in Náchod die dortige Burg beschrieb und dabei einen Blutsturz erlitt. Franz Alexander Heber starb im Alter von 34 Jahren.

## Werke
- Böhmens Burgen, Vesten und Bergschlösser. 7 Bände, Medau, Prag 1844–1849 (Digitalisat von Band 1, Band 2, Band 3, Band 4, Band 5, Band 6 und Band 7 bei Google Books)
  - Eine Ausgabe in tschechischer Übersetzung in 5 Bänden erscheint sukzessive seit 2006: České hrady, zámky a tvrze. Band 1: Západní Čechy (Westböhmen). Argo, 2007, ISBN 80-7203-424-3; Band 2: Severní Čechy (Nordböhmen). Argo, 2006, ISBN 80-7203-791-9; Band 3: Jižni Čechy, 2008; Band 4: Středni Čechy, 2012
- Mährens Burgen und ihre Sagen. Medau, Prag 1848 (Digitalisat bei Google Books)
- Geschichte der Burg Bösig vom 8. Jahrhundert bis auf unsere Zeit
- Die Burg Groß-Skal in Böhmen. Topographisch, historisch und romantisch geschildert. Medau, Prag o. J. (Digitalisat bei Google Books)

## Zeichnungen
- Schwarzer Turm der Burg Eger, Nordböhmen
- Burgruine Wildstein bei Skalna, Nordböhmen
- Burgruine Petersburg/Petršpurk in Petrohrad, Nordböhmen, 1844[1]
- Burg Loket, Nordböhmen
- Ruine Neuschönburg/Schönburg bei Klösterle an der Eger, Nordböhmen
- Burgruine Altenteich bei Skalna, Nordböhmen;[2]
- Burg Freudenstein (Jáchymov), Nordböhmen, ca. 1840–45
- Burg Boskovice, Ostböhmen, 1848
- Burg Buchlov, Südostbohmen, 1848
- Burgruine Primda, Westböhmen, 1848
- Burg in Týnec nad Labem, Mittelböhmen, 1847
- Burg Hazmburk, Nordböhmen, 1841
- Burg Helfštýn, Osttschechien/Mähren, 1848
- Burg Bítov, Südtschechien/Mähren, 1848
- Stadt und Schloss Koryčany, Südosttschechien/Mähren, 1848
- Burgruine Burg Kostomlaty bei Kostomlaty pod Milešovkou, Nordböhmen, 1841
- Burgruine bei Košťálov, Nordböhmen, 1844
- Burg Křečov, Nordwestböhmen, 1847
- Ruine Lina am Duppauer Gebirge, Nordwestböhmen, 1844[3]
- Schloss Lysice in Osttschechien/Mähren, 1848
- Schloss Mikulov, Südtschechien, 1848
- Ruine Novy Hrad bei Blansko, Osttschechien/Mähren, 1848
- Burg Skalka, Nordböhmen, 1844
- Schloss Slavkov, Südosttschechien/Mähren, 1848
- Burgruine in Pořešín, Südböhmen, 1844
- Burg Pravda, Nordwestböhmen, 1847
- Burg Sovinec(Eulenburg), Osttschechien/Mähren, 1848
- Schloss Vranov nad Dyjí, Südtschechien/Mähren, 1848
- Stadtmauerruinen oder Burg(?) von Královice, 1846, (wohl Královice gemeint)
- Ruinen in „Dubče“, 1846, wohl Prag-Dubeč (Stadtmauer?)
- Schloss Felixburg bei Klösterle an der Eger[4]
- Burg Pecka in Nordöstböhmen, um 1844[5]